# Liste der Baudenkmäler in Golzheim (Düsseldorf)
Die Liste der Baudenkmäler in Golzheim (Düsseldorf) enthält die denkmalgeschützten Bauwerke auf dem Gebiet von Düsseldorf-Golzheim, Stadtbezirk 1, in Nordrhein-Westfalen. Diese Baudenkmäler sind in der Denkmalliste der Stadt Düsseldorf eingetragen; Grundlage für die Aufnahme ist das Denkmalschutzgesetz Nordrhein-Westfalen (DSchG NRW).

## Baudenkmäler
| Bild                                   | Bezeichnung                                                     | Lage | Beschreibung | Bauzeit         | Eingetragen seit   | Denkmal- nummer |
| -------------------------------------- | --------------------------------------------------------------- | --- | --- | --------------- | ------------------ | --------------- |
| weitere Bilder                         | Wohnhaus                                                        | Am Binnenwasser 3 Karte                                                                                           | Erbaut vom Architekten Carl Krieger (1867–1957), seit 1906 freischaffend in Düsseldorf. | 1913            | 23. Februar 1982   | A 1             |
|                                        |                                                                 | Am Binnenwasser 5 Karte                                                                                           | Architekt: Paul Prack | 1911            | 27. September 1982 | A 211           |
|                                        |                                                                 | Am Binnenwasser 7, 9, 11 Karte                                                                                    | Architekt: Hermann Goerke (* 14. März 1868 in Elbing; † 13. April 1943 in Düsseldorf), nach dessen Plänen die Jugendstil-Festhalle und der Bismarckturm in Landau erbaut wurden, so wie das Mahnmal für die Kriegstoten aus dem Ersten Weltkrieg auf dem Nordfriedhof, in 1921 vom Bildhauer Hermann Nolte umgesetzt. | 1913            | 27. September 1982 | A 212           |
| weitere Bilder                         | Haus Rheinpark                                                  | Am Binnenwasser 14 Kaiserswerther Straße 216–228 Orsoyer Straße 1, 2 Uerdinger Straße 19–25, 24–28 Karte          | Der Architekt der Anlage war der Schweizer William Dunkel. | 1927–1928       | 29. Juli 1982      | A 194           |
| weitere Bilder                         |                                                                 | Cecilienallee 4 Karte                                                                                             | Das neobarocke Palais wurde als Dienstvilla des damaligen Oberlandgerichtspräsidenten von den Regierungsbaumeistern Quast und Balhorn erbaut. Heinrich Quast hatte als Landesbauinspektor mit seinem Büro Änderungen am Bau des Oberlandesgericht Düsseldorf umgesetzt, wurde 1911 von Düsseldorf zum Vorstand des Hochbauamts im Regierungsbezirk Minden berufen. Rudolf Balhorn (* 6. Januar 1878; † 10. September 1914) war Regierungsbaumeister in der Hochbauabteilung des Ministeriums der öffentlichen Arbeiten in Berlin. Das kleine Palais als Dienstwohnsitz der Gerichtspräsidenten sollte das Gerichtsgebäude in der Cecilienallee 3 ergänzen. Das Wohngebäude des Adolf Ratjen (1845–1931), von 1909 bis 1916 Präsident des Oberlandesgerichts, wurde in gleichem Stil und Material an der Cecilienallee 4 so errichtet, dass es zusammen mit dem Gerichtsgebäude ein städtebauliches Portal für den Auftakt der Klever Straße am Rheinufer bildet. In 2007 wurde die Sanierung, anhand historischer Fotografien und Planunterlagen, des Gebäudes abgeschlossen. Alte Fragmente, wie Stuckdecken, wurden dabei aufwendig rekonstruiert und an Fehlstellen ergänzt. Der zentrale Lichthof wurde umgebaut und der neu geschaffene Bereich in eine zeitgenössische, modernen Sprache umgesetzt. Heute ist das Palais Sitz der Niederlassung der Berenberg Bank in Düsseldorf. | 1911            | 17. Januar 1984    | A 516           |
| weitere Bilder                         |                                                                 | Cecilienallee 37, 38, 38a Karte                                                                                   | Architekten: Fritz Becker und Erich Kutzner | 1925            | 20. August 1984    | A 690           |
| weitere Bilder                         |                                                                 | Cecilienallee 51, 52 Karte                                                                                        | Architekt: Heinrich Schell | 1926–1927       | 22. November 1982  | A 263           |
| Rheinpark                              | Rheinpark                                                       | Cecilienallee o. Nr. Karte                                                                                        | | 1906            | 3. September 2001  | A 1500          |
| weitere Bilder                         | Wohn- und Atelierhaus Wach                                      | Emmericher Straße 28 Karte                                                                                        | Architekt: Karl Wach | 1933            | 11. November 1987  | A 1082          |
| weitere Bilder                         | Wohnhaus Erwin-von-Witzleben-Straße 26                          | Erwin-von-Witzleben-Straße 26 Karte                                                                               | Architekt: Jürgen Düttmann | 1954–1955       | 9. Januar 2017     | A 1665          |
| weitere Bilder                         | Villa Engelhardt                                                | Fischerstraße 110 (vormals Hombergerstraße 3) Karte                                                               | Die Villa des Düsseldorfer Gartendirektors Walter Baron von Engelhardt an der Fischerstraße 110, Kreuzung zur Homberger Straße, wurde zwischen 1912 und 1913 von Thilo Schneider (Architekt von Haus Sack, Gebäude Prinz-Georg-Straße 7 und weiteren) errichtet. Heute beherbergt das Haus am nördlichen Ende des Golzheimer Friedhofs die Rektorat Verwaltung der Robert Schumann Musikhochschule. | 1912            | 15. Januar 2004    | A 1520          |
| weitere Bilder                         | Golzheimer Friedhof                                             | Fischerstraße o. Nr. Karte                                                                                        | | ca. 1802        | 27. September 1982 | A 220           |
| weitere Bilder                         | Wohn- und Atelierhäuser für Künstler                            | Franz-Jürgens-Straße 1, 3, 4, 5, 6, 7, 8, 9, 10, 11 Karte                                                         | Die Musterhäuser wurden zur Reichsausstellung Schaffendes Volk in der damals so genannten „Schlageterstadt“ in der 1936 benannten Sodenstraße, von 1937 bis 1945 Ernst-Schwarz-Straße, gebaut. Diese sind Bestandteil einer bis heute bestehenden „Künstlersiedlung“. Haus Nr. 1 Architekt Peter Dierichsweiler für Maler Hugo Hagenkötter (1882–1967); Haus Nr. 3 Architekt Heinz Thoma für Bildhauer August Wilhelm Goebel; Haus Nr. 4 Architekt Hanns Hübbers (* 7. Februar 1893 in Düsseldorf) für Maler Walter Jungblut (1892–1941); Haus Nr. 5 Architekt Karl Früh für Holzbildhauer Otto Bußmann (* 1877); Haus Nr. 6 Architekt Herbert M. Horstmann für Bildhauer Ferdinand Flosdorf (1881–1956); Haus Nr. 7 Architekt Arnold Boms (* 19. Mai 1905 in Düsseldorf) für Bildhauer Kurt Zimmermann; Haus Nr. 8 Architekt Hans Heuser für Bildhauer Ernst Reiss-Schmidt (1902–1987); Haus Nr. 9 Architekt Klaus Reese für Gartenarchitekt und Botaniker Walter Meusel; Haus Nr. 10 Architekt Helmut Hentrich für Bildhauer Helwig Reiss-Schmidt (* 1904); Haus Nr. 11 Architekt Hanns Hübbers für Steinbildhauer Julius Haigis. | 1937            | 11. April 2002     | A 1504          |
| weitere Bilder                         | Atelierhaus für „junge noch unverheiratete Maler und Bildhauer“ | Franz-Jürgens-Straße 12 Karte                                                                                     | Architekt: Hans Junghanns | 1937            | 11. Januar 1993    | A 1255          |
|                                        |                                                                 | Friedrich-Lau-Straße 16, 18, 20, 24 Karte                                                                         | | 1953–1954       | 28. Juli 1989      | A 1188          |
| weitere Bilder                         | Dreimädelbrunnen                                                | Friedrich-Lau-Straße o. Nr. Karte                                                                                 | | 1915, 1964      | 23. Oktober 1990   | A 1215          |
| weitere Bilder                         |                                                                 | Golzheimer Platz 1 Cecilienallee 46 Karte                                                                         | Architekten: Fritz Becker und Erich Kutzner | 1925            | 20. August 1984    | A 691           |
| weitere Bilder                         |                                                                 | Golzheimer Platz 2, 4, 6, 8, 10, 12 Karte                                                                         | Architekt: Heinrich Schell | 1922–1924       | 22. November 1982  | A 265           |
| weitere Bilder                         |                                                                 | Golzheimer Platz 5 Karte                                                                                          | Architekten: Fritz Becker und Erich Kutzner | 1925–1926       | 23. November 1982  | A 279           |
| weitere Bilder                         | Grünanlage                                                      | Golzheimer Platz o. Nr. Karl-Arnold-Platz o. Nr. Karte                                                            | Edgar Zugreif gestaltete die Anlage. | 1968–1969       | 9. November 2006   | A 1560          |
| weitere Bilder                         | Fruhtrunk-Fassade                                               | Georg-Glock-Straße 15 Audimax Josef-Gockeln-Straße Karte                                                          | Günter Fruhtrunk begann 1965 mit den Entwürfen für die Fassade, die schließlich 1969 umgesetzt wurde. Die Fassade des Audimax der ehemaligen Hochschule ist von der Josef-Gockeln-Straße aus zu sehen. Die Gestaltung umfasst ein über hundert Meter langes Fliesenband mit diagonal angeordneten Streifen in verschiedenen Farben. | 1969            | 2024               |                 |
| Drahthaus                              | Drahthaus                                                       | Kaiserswerther Straße 137 Karte                                                                                   | | 1951–1952       | 31. Juli 1990      | A 1212          |
| weitere Bilder                         |                                                                 | Kaiserswerther Straße 160–166 Golzheimer Platz 9 Karte                                                            | Architekten: Fritz Becker und Erich Kutzner | 1924–1925       | 19. November 1982  | A 254           |
| weitere Bilder                         |                                                                 | Kaiserswerther Straße 188, 190, 192 Karte                                                                         | Architekt: Heinrich Schell | 1922–1924       | 22. November 1982  | A 278           |
| weitere Bilder                         | Haus Vionville                                                  | Kaiserswerther Straße 200 Karte                                                                                   | | 1893–1894       | 29. Juli 1982      | A 201           |
| Kaiserswerther Straße 277 (Düsseldorf) | Kaiserswerther Straße 277 (Düsseldorf)                          | Kaiserswerther Straße 277 Karte                                                                                   | Baumeister Heinrich Florack (1847–1912) | 1901            | 4. April 2013      | A 1626          |
| weitere Bilder                         | Straße                                                          | Kaiserswerther Straße o. Nr. Karte                                                                                | | 1935–1937       | 22. April 2009     | A 1581          |
| Kennedydamm 1 (Düsseldorf)             | Kennedydamm 1 (Düsseldorf)                                      | Kennedydamm 1 Karte                                                                                               | | 1910            | 14. November 1984  | A 758           |
|                                        |                                                                 | Leo-Statz-Straße 7 Karte                                                                                          | Das Haus wurde gemäß Bauantrag vom 11. Mai 1936 von und für Erich Biesterfeld (Architekt und Kreisbauingenieur) errichtet und Ende 1936 fertig gestellt. Das Wohnhaus mit Garage und Vorgartenmauer ist weitgehend ein bauzeitlich erhaltenes Zeugnis des Einfamilienhausbaus der 1930er Jahre und im Zusammenhang mit der Golzheimer Siedlung (ehemalige Schlageterstadt), die im Rahmen der „Reichsausstellung Schaffendes Volk“ als Mustersiedlung errichtet wurde, von besonderer Bedeutung. | 1936            | 3. Februar 2014    | A 1633          |
| Wohn- und Atelierhaus Schwippert       | Wohn- und Atelierhaus Schwippert                                | Leo-Statz-Straße 14 Karte                                                                                         | Architekt: Hans Schwippert | 1953            | 14. Oktober 1985   | A 938           |
|                                        |                                                                 | Lützowstraße 3 Karte                                                                                              | Architekt: Andreas Grohmann | 1913–1914       | 21. Dezember 1984  | A 826           |
|                                        |                                                                 | Lützowstraße 4 Karte                                                                                              | Architekt: Andreas Grohmann | 1910            | 26. November 1984  | A 770           |
|                                        |                                                                 | Lützowstraße 5 Karte                                                                                              | Architekt: Wilhelm Schmidt | 1914            | 21. Dezember 1984  | A 827           |
|                                        |                                                                 | Lützowstraße 6 Karte                                                                                              | Architekt: Andreas Grohmann | 1910–1911       | 26. November 1984  | A 771           |
|                                        |                                                                 | Lützowstraße 7 Karte                                                                                              | Architekt: Willy Krüger | 1915            | 16. Januar 1985    | A 843           |
|                                        |                                                                 | Lützowstraße 8 Karte                                                                                              | Architekt: Andreas Grohmann | 1913–1914       | 15. November 1984  | A 762           |
|                                        |                                                                 | Lützowstraße 9 Karte                                                                                              | Architekt: Oberregierungs- und Baurat Ludwig Hercher (1874–nach 1954?) | 1925            | 21. Dezember 1984  | A 828           |
|                                        |                                                                 | Lützowstraße 10 Karte                                                                                             | | 1913            | 10. Juni 1983      | A 373           |
|                                        |                                                                 | Lützowstraße 11 Karte                                                                                             | | 1925            | 10. Januar 1985    | A 841           |
|                                        |                                                                 | Lützowstraße 11a Karte                                                                                            | | 1924–1927       | 21. Dezember 1984  | A 829           |
|                                        |                                                                 | Lützowstraße 12–22 Karte                                                                                          | | 1927            | 26. November 1984  | A 1206          |
|                                        |                                                                 | Lützowstraße 15 Karte                                                                                             | Architekten: Fritz Becker und Erich Kutzner | 1927            | 9. Januar 1985     | A 840           |
|                                        |                                                                 | Lützowstraße 17–25a Karte                                                                                         | | 1926            | 20. Juni 1990      | A 1207          |
| 39er Ehrenmal                          | 39er Ehrenmal                                                   | Reeser Platz o. Nr. Karte                                                                                         | | 1936–1938       | 5. Juli 2002       | A 1496          |
|                                        |                                                                 | Robert-Bernardis-Straße 12 Karte                                                                                  | Der Architekt Fritz Hitzbleck (1892–1975) errichtete das Haus als Musterhaus 52 in der Von-Scheubner-Richter-Straße (Name der Straße von 1937 bis 1945) für die Ausstellungsleitung der Reichsausstellung Schaffendes Volk im Jahre 1937. Dem Konzept, das der Siedlung zugrunde lag, entspricht das Musterhaus Robert-Bernardis-Straße 12 trotz einiger Veränderungen. | 1937            | 21. Juli 2014      | A 1640          |
| weitere Bilder                         | Grundschule                                                     | Rolandstraße 40 Karte                                                                                             | | 1957, 1958–1961 | 31. Juli 1990      | A 1208          |
| Stadtvilla                             | Stadtvilla                                                      | Rotterdamer Straße 65 (1927 Rotterdamer Straße 40, in der Zeit des Nationalsozialismus Alte-Garde-Ufer 104) Karte | Die am Rhein gelegene Villa war das letzte Werk des Architekten Josef Kleesattel, der die Fertigstellung des Gebäudes nicht mehr erlebte. Er verstarb am 29. März 1926. Erbaut wurde die Villa für den Arzt Peter Janssen, Gründer der Klinik Golzheim und Sohn des Malers Peter Janssen d. Ä., der das Villengrundstück Mitte der 1920er Jahre von seiner Schwiegermutter Fanny Leiffmann (1859–1932), Gattin des Moritz Leiffmann, erhalten hatte. 1991 wurde das Haus, Eigentum der Bundesrepublik Deutschland und ehemalige Residenz des britischen Generalkonsuls, unter Denkmalschutz gestellt. Die Straßenfassade des zweigeschossigen Baus ist in vier Achsen gegliedert. Dabei weisen die äußeren Achsen Standerker mit darüber liegendem Balkon auf. Die Kassettenfenster, teils mit Fensterläden, gliedern den gesamten verklinkerten Bau. Das ziegelgedeckte Walmdach ist mit vier Gauben ausgestattet. An der rechten Seite schließt sich ein Vorbau mit Mansarddach an, der zur Gartenseite hin auskragt. Die Gartenfassade ist von einem Treppenlauf mit darüber liegendem Balkon geprägt. An die große Terrasse schließt sich der parkähnliche Garten an. Das mit Holzschnitzereien versehene Treppenhaus, die im Foyer vorhandene Heizungsverkleidung sowie die teilweise im gesamten Objekt befindlichen Stuckdecken und Einbauschränke stehen ebenfalls unter Denkmalschutz. 2014 wurde die Stadtvilla, mit einer Wohnfläche von 500 Quadratmetern, für 4,7 Millionen Euro an einen Privatmann verkauft. Auf dem 4800 Quadratmeter großen Grundstück erlaubt eine ältere Regelung der Stadt sogar noch den Bau von zwei weiteren Häusern. | 1926            | 10. Dezember 1991  | A 1232          |
| weitere Bilder                         | Theodor-Heuss-Brücke                                            | Karte | Architekt: Friedrich Tamms | 1953–1957       | 24. November 2016  | A 1663          |